# Bave (Dordogne)
Pour les articles homonymes, voir Bave.

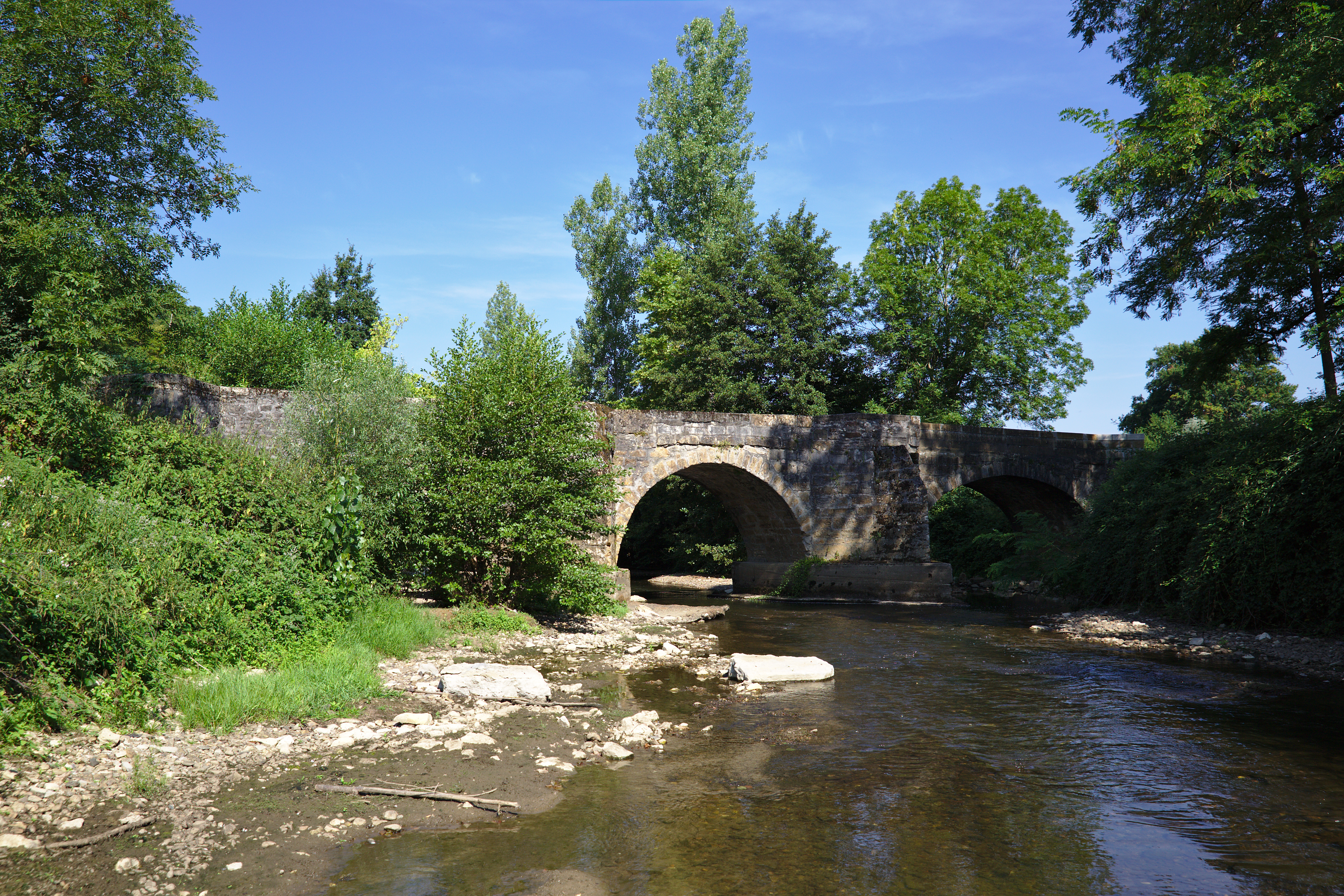
Pont de Maday à Loubressac

La Bave est une rivière française du Massif central, affluent gauche de la Dordogne, qui coule dans le département du Lot, en région Occitanie.

## Géographie
Avec ses 36,8 km de longueur, la Bave prend sa source à 595 mètres d'altitude dans le Quercy, au sud de Labathude et sur la commune de Sainte-Colombe, à l'ouest de Montet-et-Bouxal, au lieu-dit Rouqueyroux..
Elle arrose successivement Labathude, Terrou et passe en bordure de Latouille-Lentillac. Elle baigne ensuite Saint-Céré avant de confluer avec la Dordogne en rive gauche, face à l'île des Escouanes, un kilomètre à l'est de Gintrac.

## Communes et cantons traversés
Dans le seul département du Lot, la Bave traverse dix-sept communes et quatre cantons : 
- dans le sens amont vers aval : Sainte-Colombe, Montet-et-Bouxal, Saint-Médard-Nicourby, Labathude, Terrou, Gorses, Ladirat, Latouille-Lentillac, Frayssinhes, Saint-Paul-de-Vern, Saint-Céré, Saint-Jean-Lespinasse, Saint-Michel-Loubéjou, Saint-Médard-de-Presque, Autoire, Loubressac, Prudhomat (confluence).

Soit en termes de cantons, la Bave prend source dans le canton de Lacapelle-Marival, traverse les canton de Latronquière, canton de Saint-Céré, et conflue dans le canton de Bretenoux, le tout dans l'arrondissement de Figeac.

## Principaux affluents
- le Tolerme, 21,1 kilomètres, rive droite,
- le ruisseau d’Embiargues (ou le Vialgues[note 1]), 15,5 kilomètres, rive gauche,
- l'Autoire (ou le ruisseau de Goutal[note 2]), 9,7 kilomètres, rive gauche.

## Affluents
La Bave a 34 affluents référencés, pour la plus grande majorité de petits ruisseaux dans la périphérie de Saint-Céré dans le Lot :
- le ruisseau de Nadal,
- le ruisseau de Richou,
- le ruisseau des Fajoles,
- le ruisseau de Font Vielle,
- le ruisseau des calvettes,
- le ruisseau de Fenouille,
- le ruisseau de l'Alba,
- le ruisseau d'Aygue Vieille,
- le ruisseau de la Négrie,
- le ruisseau d'Autoire,
- le ruisseau d'Embiargues,
- le ruisseau de Lamolde,
- le ruisseau de Tourel,
- etc.

## Hydrographie
Une station hydrologique est en service à Frayssinhes depuis le 1er janvier 1913  pour un bassin versant de 183 km2, et à 179 m d'altitude.
Le module à Frayssinhes est de 4,19 m3/s.

### Étiage
le VCN3 en cas de quinquennale sèche s'établit à 0,400 m3/s.

### Crues
Le QIX 2 est de 48,00 m3/s, le QIX 5 de 65,00 m3/s, le QIX 10 de 77,00 m3/s, le QIX 20 de 87,00 m3/s, le QIX 50 de 100,00 m3/s. Pour l'instant le QIX 100 est obligé d'aller chercher ces éléments.
Depuis sa mise en service en 1913, la station hydrologique de Frayssinhes a enregistré un débit journalier maximal de 70,5 m3/s le 3 mars 1930, un débit instantané maximal de 77,2 m3/s le 9 juin 2010, et une hauteur maximale instantanée de 304 cm le 26 septembre 2000.
La lame d'eau est de 724 mm.